# To Hell with God
To Hell with God è il decimo album in studio del gruppo musicale statunitense Deicide, pubblicato il 15 febbraio 2011 dalla Century Media Records.

## Tracce
1. To Hell with God – 4:20
2. Save Your – 3:32
3. Witness of Death – 3:05
4. Conviction – 3:15
5. Empowered by Blasphemy – 3:16
6. Angels of Hell – 3:12
7. Hang in Agony Until You're Dead – 3:59
8. Servant of the Enemy – 3:17
9. Into the Darkness You Go – 3:32
10. How Can You Call Yourself a God – 4:15

## Formazione
- Glen Benton – voce, basso
- Jack Owen – chitarra
- Ralph Santolla – chitarra
- Steve Asheim – batteria